# Erklärung der Rechte der Frau und Bürgerin

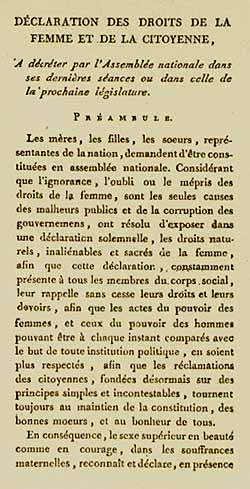
Erste Seite der Erklärung der Rechte der Frau und Bürgerin

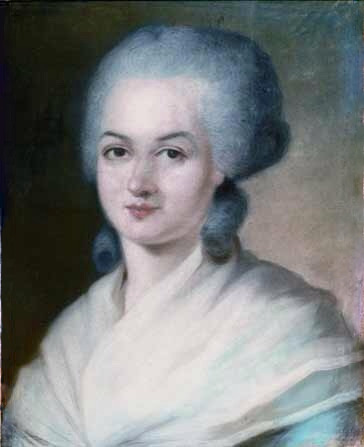
Die Verfasserin Olympe de Gouges, Pastell von Alexander Kucharski (1741–1819)

Die Erklärung der Rechte der Frau und Bürgerin (französisch Déclaration des droits de la femme et de la citoyenne) wurde am  5. September 1791 von der französischen Frauenrechtlerin Olympe de Gouges verfasst, um sie der französischen Nationalversammlung zur Verabschiedung vorzulegen. Sie forderte darin die volle rechtliche, politische und soziale Gleichstellung der Frauen.
Die Schrift war eine Reaktion auf die Erklärung der Menschen- und Bürgerrechte, die am 26. August 1789 kurz nach Beginn der Französischen Revolution verkündet worden war. Allerdings galten die darin enthaltenen Rechte und Pflichten nur für „mündige Bürger“. Mündige Bürger waren bis zu diesem Zeitpunkt (September 1791) nur als Männer definiert. Frauen hatten kein Wahlrecht (sie erlangten dies in Frankreich erst im Jahr 1944), ebenso keinen Zugang zu öffentlichen Ämtern, keine Berufsfreiheit, keine Eigentumsrechte und keine Wehrpflicht. Die Erklärung der Rechte der Frau und Bürgerin war die Grundlage für die spätere Einführung des Frauenwahlrechtes in Europa.

## Inhalt

### Gliederung
- Brief an die Königin
- Die Rechte der Frau („Mann, bist du imstande gerecht zu sein?“)
- Erklärung der Rechte der Frau und Bürgerin (an die Nationalversammlung)

Präambel
Artikel I bis XVII
Postambel
- Form des Sozialvertrages zwischen Mann und Frau
- Zwei Postskripte

### Auszug aus derErklärung der Rechte der Frau und Bürgerin

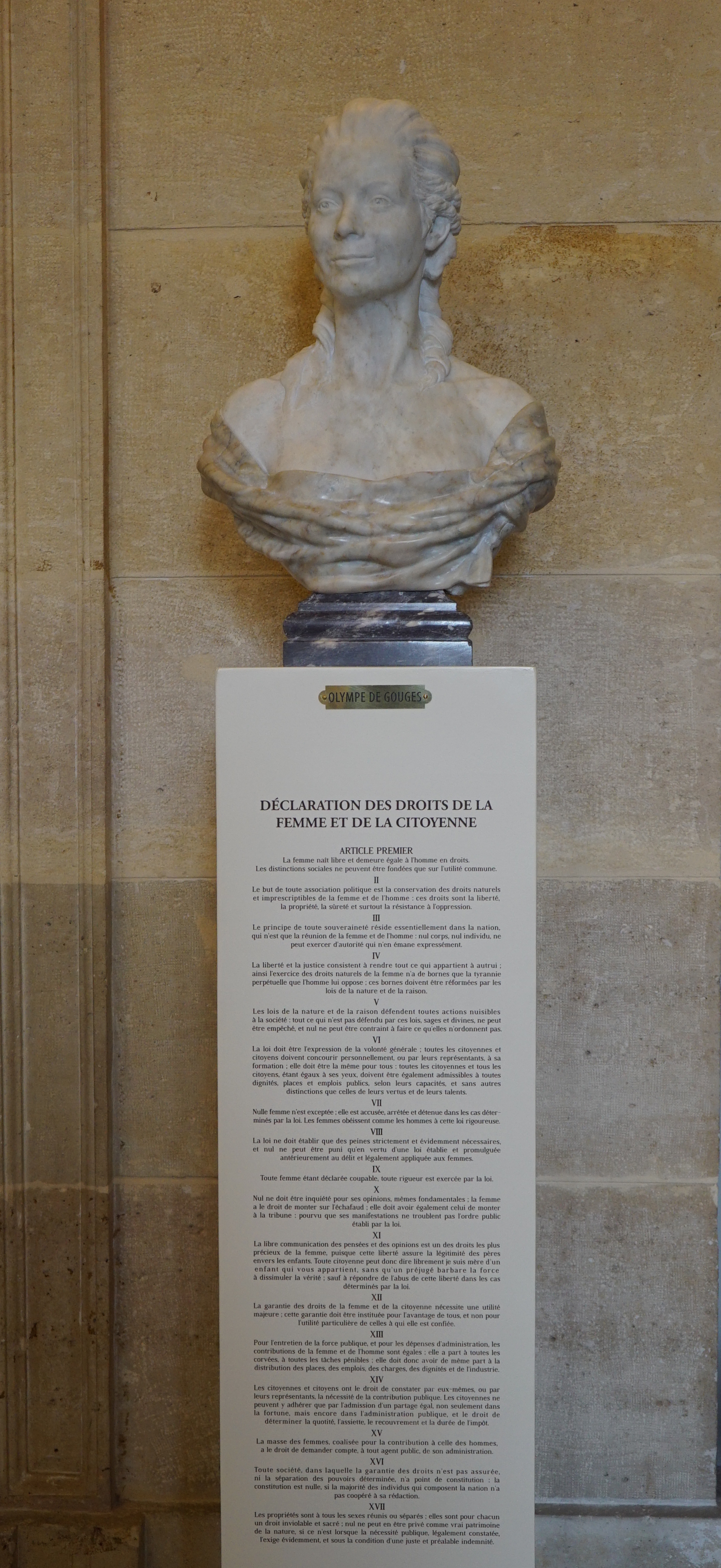
Büste der Olympe de Gouges mit Erklärung der Rechte der Frau und Bürgerin im Salle des quatre colonnes des Palais Bourbon (Sitz der französischen Nationalversammlung)

Art. I: Die Frau wird frei geboren und bleibt dem Mann an Rechten gleich […]
Art. II: Das Ziel jeder politischen Vereinigung ist die Bewahrung der natürlichen und unverjährbaren Rechte von Frau und Mann: diese Rechte sind Freiheit, Eigentum, Sicherheit und vor allem Widerstand gegen Unterdrückung.
Art. III: Die Grundlage jeder Staatsgewalt ruht ihrem Wesen nach in der Nation, die nichts anderes ist als die Wiedervereinigung von Frau und Mann […]
Art. IV: Freiheit und Gerechtigkeit bestehen darin, alles zurückzugeben, was einem anderen gehört. So hat die Ausübung der natürlichen Rechte der Frau keine Grenzen außer denen, die die ständige Tyrannei des Mannes ihr entgegensetzt. Diese Grenzen müssen durch die Gesetze der Natur und der Vernunft reformiert werden.
Art. V: Die Gesetze der Natur und der Vernunft verbieten alle Handlungen, die der Gesellschaft schädlich sein können. Alles, was nicht durch diese weisen und göttlichen Gesetze verboten ist, kann nicht verhindert werden […]
Art. VI: Das Gesetz muss Ausdruck des Gesamtwillens sein; alle Bürgerinnen und Bürger müssen persönlich oder durch einen Stellvertreter zu seiner Entstehung beitragen: alle Bürgerinnen und Bürger, die ja in seinen Augen gleich sein, müssen gleichermaßen zu allen Würden, Stellungen und öffentlichen Ämtern zugelassen sein […]
Art. VII: Keine Frau ist ausgenommen; sie wird in den vom Gesetz bestimmten Fällen angeklagt, festgenommen und gefangengehalten. Die Frauen sind wie die Männer diesem unerbittlichen Gesetz unterworfen.
Art. VIII: Das Gesetz darf nur Strafen festsetzen, die unbedingt und offensichtlich notwendig sind […]
Art. IX: Auf jede für schuldig befundene Frau wird die ganze Strenge des Gesetzes angewandt.
Art. X: Niemand darf wegen seiner Überzeugungen, auch wenn sie grundsätzlicher Art sind, belangt werden. Die Frau hat das Recht das Schafott zu besteigen; sie muss gleichermaßen das Recht haben, die Tribüne zu besteigen […]
Art. XI: Die freie Gedanken- und Meinungsäusserung ist eines der kostbarsten Rechte der Frau, da diese Freiheit die Legitimität der Väter gegenüber den Kindern sichert. Jede Bürgerin kann deshalb frei sagen: „Ich bin Mutter eines Kindes, das Euch gehört“, ohne dass ein barbarisches Vorurteil sie zwängt, die Wahrheit zu verbergen […]
Art. XII: Die Garantie der Rechte der Frau und der Bürgerin muss einem höheren Nutzen verpflichtet sein. Diese Garantie muss dem Vorteil aller gegründet sein und nicht auf dem besonderen Nutzen derer, denen sie gewährt wird.
Art. XIII: Für den Unterhalt der Staatsmacht und für die Ausgaben der Verwaltung sind die Beiträge von Frau und Mann gleich. Sie ist beteiligt an allen Frondiensten und mühseligen Arbeiten; sie muss deshalb gleichermaßen beteiligt sein an der Verteilung der Posten, der Anstellungen, der Aufträge, der Würden und der Gewerbe.
Art. XIV: Die Bürgerinnen und Bürger haben das Recht, selbst oder durch ihre Stellvertreter die Notwendigkeit der öffentlichen Steuer festzustellen. Die Bürgerinnen können dem nur zustimmen, wenn eine gleichmäßige Teilung zugelassen wird, und zwar nicht nur beim Vermögen, sondern auch bei den öffentlichen Ämtern, und sie die Höhe, die Veranlagung, die Eintreibung und die Dauer der Besteuerung mitbestimmen.
Art. XV: Die Masse der Frauen, die durch die Steuerleistung mit der der Männer vereinigt ist, hat das Recht, von jedem öffentlichen Beamten Rechenschaft über seine Verwaltung zu verlangen.
Art. XVI: Jede Gesellschaft, in der die Garantie der Rechte nicht gesichert und die Trennung der Gewalten nicht festgesetzt ist, hat gar keine Verfassung. Die Verfassung ist null und nichtig, wenn nicht die Mehrheit der Individuen, die die Nation bilden, an ihrer Ausarbeitung mitgewirkt hat.
Art. XVII: Eigentum kommt allen Geschlechtern zu, gemeinsam oder getrennt […] niemand kann seiner als eines wahren Erbteils der Natur beraubt werden […] 

## Bedeutung und Wirkung
Die Erklärung der Rechte der Frau und Bürgerin, die sich eng an die Erklärung der Menschen- und Bürgerrechte von 1789 anlehnt und wie diese aus einer Präambel und 17 Artikeln besteht (zusätzlich Einleitung und Nachwort), war nicht einfach ein Gegenentwurf für Frauen, auch wenn diese in der Präambel als das „an Schönheit wie an Mut“ überlegene Geschlecht bezeichnet werden. Vielfach wird deutlich, dass es um beide Geschlechter geht, die gemeinsam die Nation bilden (Art. III). Olympe de Gouges ersetzte an vielen Stellen das Wort „l’homme“ (Mensch/Mann) durch die Worte „Frau und Mann“, so dass beide Geschlechter deutlich wurden. In Artikel VII ist festgehalten, dass es keine Sonderrechte für Frauen gibt.
Während die Forderungen nach Freiheit, Gleichheit, Sicherheit, Recht auf Eigentum und Recht auf Widerstand gegen Unterdrückung in beiden Erklärungen weitgehend übereinstimmen (Art. I und II), unterscheidet sich der Freiheitsbegriff bei de Gouges von der „negativen“ Definition von 1789 („Die Freiheit besteht darin, alles tun zu können, was einem anderen nicht schadet.“). In Artikel IV heißt es: „Freiheit und Gerechtigkeit besteht darin, den anderen zurückzugeben, was ihnen zusteht.“
Dass gleichen Pflichten – gleiche Rechte entsprechen müssen, ist eine Grundansicht de Gouges’. So lautet der wohl berühmteste Satz aus ihrer Erklärung: „Die Frau hat das Recht das Schafott zu besteigen; sie muss gleichermaßen das Recht haben, die Tribüne zu besteigen […]“ (Art. X).
Die historische Bedeutung der Erklärung der Rechte der Frau und Bürgerin liegt darin, dass sie die erste universale Erklärung von Menschenrechten ist, die einen allgemeingültigen Anspruch für Männer und Frauen erhebt. Darin spiegelt sich auch die kritische Auseinandersetzung der Aufklärung mit der bestehenden gesellschaftlichen Ordnung wider.
Zur Wirkungsgeschichte finden sich in der Literatur verschiedene Standpunkte. Während einerseits darauf hingewiesen wird, dass die Erklärung von 1791 nur in fünf Exemplaren erschien und politisch völlig ignoriert wurde, heißt es an anderer Stelle: „Die Deklaration erregte in ganz Frankreich und sogar im Ausland Aufsehen.“ Für die erste Annahme spricht, dass de Gouges’ Erklärung bis heute in den meisten Sammlungen und Auflistungen rechtshistorischer Dokumente fehlt. Im Jahr 1972 wurde der Text, der bis dahin unbeachtet in der französischen Nationalbibliothek lag, von Hannelore Schröder wiederentdeckt und 1977 auf Deutsch veröffentlicht.